# 傑瑞·羅林斯
傑瑞·約翰·羅林斯（英語：Jerry John Rawlings，1947年6月22日—2020年11月12日），本名傑瑞·羅林斯·約翰（Jerry Rawlings John），迦納軍官、政治家及革命家，曾任迦納最高領導人及總統。羅林斯於1979年及1981年至1992年間是迦納最高領導人，而在1993年至2001年期間則為迦納第四共和國的首位民選總統，統治加納合共19年多，是加納獨立以來在任時間最長的國家元首。
他最初通過軍事政變奪權，1990年代在國際組織及其他國家政府的施壓下，羅林斯進行了一連串經濟與政治自由化改革。他組建政黨全國民主大會，並在1992年總統選舉中獲勝，1993年起出任迦納總統一職。及後於1996年總統選舉成功連任，1997年展開第二任期，至2001年完成八年總統任期卸任。其後曾擔任非洲聯盟索馬利亞问题特使。2020年11月12日，罗林斯逝世，终年73岁，葬禮以國葬規格舉行。

## 早年生活
1947年6月22日生於英屬黃金海岸阿克拉，信奉天主教。父親詹姆斯·拉姆齊·約翰（James Ramsey John）是蘇格蘭人，1907年生於英國蘇格蘭西南部的道格拉斯堡，是一名化學藥劑師，早年在加納漁業局任職。母親維多利亞·阿格博圖（Victoria Agbotui）是埃維人，1910年生於加納沃爾特大區凱塔附近的小鎮，曾在克里斯琴博堡（原英國總督官邸，獨立後為加納總統官邸）當廚師。羅林斯在1961年到1965年求學於阿克拉著名的阿奇莫塔學院。

## 軍事生涯
1967年8月25日應徵入伍，同年9月進入塞康第-塔科拉迪空軍飛行訓練學校受訓。1968年3月在加納特謝軍事學院學習，榮膺“快鳥”勳章。1969年1月畢業後獲授予空軍少尉軍銜，在加納空軍第四中隊當戰鬥機飛行員，被譽為王牌飛行員。1978年4月晉升為空軍上尉。愛好騎馬、射擊、賽車、打球、游泳及特技飛行等體育活動。

### 1979年政變
1979年5月15日，羅林斯率領百餘名空軍人員發動軍事政變，佔領了空軍基地，襲擊了附近的武裝部隊總司令部所在地緬甸營。羅林斯企圖一舉奪取加納武裝部隊的指揮中心，從而控制全國軍事力量而奪取政權。因走漏風聲，力量單薄的政變武裝在武裝部隊總部遭到頑強抵抗而受阻。忠於政府的機械化部隊出動坦克與裝甲車保護總統府、陸軍司令部、廣播電台等要害部門，阻止了叛軍的佔領。在政府軍的猛烈反擊下，政變武裝節節敗退，最後退縮到空軍基地。當眼看政變即將完全失敗時，羅林斯單獨駕駛一架輕型戰鬥轟炸機，在阿克拉上空盤旋，準備轟炸國防部、憲兵司令部和軍政府領導人的官邸，企圖挽救政變失敗的命運。阿克拉市民聚集在街頭或站在樓房頂層頗有興趣地觀看羅林斯上尉駕駛的飛機躲避高射炮射擊的精湛技術。一場殘酷的流血的軍事政變，卻變成了一場引人觀賞的飛行技巧表演，使阿克拉市民對羅林斯的勇敢表現產生了一種心理上的好感，這是羅林斯本人未曾預料到的，下午1時，政府宣佈已平息了一次“叛亂”，羅林斯個人承擔了全部責任，被逮捕入獄，判处死刑；6月被营救出狱后，罗林斯和其他下级军官再次发动军事政变成功，出任武装部队革命委员会主席，宣称目的是肃清军队和社会生活中普遍存在的腐败现象。他聯同其領導的武装部队革命委员会统治了加納共112天，在此期间，前国家元首伊格内修斯·库图·阿昌庞将军和弗雷德里克·威廉·夸西·阿库福将军受到审判后被处决。继而罗林斯力排眾議，説服激進的少壯派軍人集團，在執政三個多月後就實現了“還政於民”的承諾，在9月交出权力给予经自由选举产生的文人总统希拉·利曼。然而，利曼卻把主動交權的少壯派軍人集團視作潛在的反對派，並把領袖羅林斯視為最大的隱患。11月利曼立即解除了罗林斯的军职，而罗林斯的舊部多被排擠，就連在总統府工作的罗林斯母親也被解雇。

### 1981年政變及改革
经过两年软弱的文人统治，加纳的经济状况进一步恶化。罗林斯于1981年12月31日發動第三次政變，指责利曼為首的文人政府把国家引向“全面崩溃”。罗林斯成立了一个临时国防委员会作为新政府，囚禁了利曼与另外约200名政治家。民间各处成立了“人民防卫委员会”以及“工人委员会”来监督工厂的生产。1983年，当这些举动及其他的民众措施已清楚的显示出并无效果时，罗林斯一反其原来的路线，采取了右派的经济政策：取消补贴及价格管制，以促进适度的通货膨胀；将许多国有企业私有化；进行货币贬值以刺激商品出口。这些自由市场措施使加纳经济得以快速恢复，到了1990年代初，加纳已经成為国民经济增长率最高的非洲国家之一。
羅林斯的經濟政策令1983年一度出現經濟危機，這迫使他其後進行結構性調整，並決定親自參與選舉以繼續執政。1992年4月28日，加納舉行了憲法公投，參與投票的選民中有92.6%支持實施這部重新恢復多黨民主制的新憲法。

## 總統
1992年9月，罗林斯宣布辞去军职。同年11月3日，加纳举行自1979年以来的首次总统选举，他以全國民主大會黨候选人的身份参加总统选举並獲232萬票（58.4%）勝出，亦因羅林斯得票達50%以上，故毋須進行第二輪投票決勝負。其获得选票比主要对手、新愛國黨的阿杜·博阿恩的120萬票（30.3%）多出近两倍。
1993年1月7日，羅林斯就任加纳總統，是第四共和国成立後的首任总统。1996年12月7日在总统选举中连任，於1997年1月7日開始第二個總統任期。1999年10月7日，罗林斯在第三届南部非洲国际对话会议上致词时赞扬马来西亚首相马哈迪·莫哈末具有远见，以及克服经济困难不屈不饶的精神，向所有国家立下了典范。他说：“让我藉此机会，特别赞扬非常有意义、创新、讲求公平的精明伙伴关系哲学的创始人——马哈迪。”
2001年1月7日，羅林斯任满離职，結束八年的總統生涯以及對加納長達19年多的統治。

## 卸任後
2010年10月12日，非洲联盟委员会主席让·平正式任命加纳前总统罗林斯为非盟索马里问题特使。

## 逝世
2020年11月12日，羅林斯在阿克拉的科勒布教學醫院離世，一週前他因「短期疾病」入院。部份報道指，他的死亡是由2019冠狀病毒病併發症引起的。他的母親維多利亞·阿格博圖於大約兩個月前的2020年9月24日去世。加納總統納納·阿庫福-阿多宣佈全國進入為期七天的哀悼期，期間會下半旗誌哀。羅林斯的家人呼籲加納政府將他埋葬在其母親出生地——沃爾特大區的凱塔。葬禮原定於2020年12月23日舉行，但因應其家人的要求而推遲了。
遺體安葬於阿克拉緬甸營新建的軍人公墓。

## 延伸閱讀
The following are physical books relevant to Jerry Rawlings, which may not be available online, but are added in case of looking for more information.
- Danso-Boafo, Kwaku. . Accra: Ghana Universities Press. 2012. ISBN 978-996430384-6.
- Ahwoi, Kwamena. . Tema: Digibooks Ghana Limited. 2020. ISBN 9789988892999.
- Nugent, Paul (1996).  Big men, small boys and politics in Ghana.  London: Frances Pinter. ISBN 9781855673731

See also, Shipley, Jesse Weaver. "Alternative Histories of Global Sovereignty:  Ghana's Lost Revolution" Comparative Studies of South Asia, Africa and the Middle East. Vol. 42, No. 2, 2022, pp. 532–537. DOI 10.1215/1089201X09988009.

## 外部連結
- Flight Lieutenant Jeremiah John Rawlings at ghana-pedia.org